# Canionul Țalka
Canionul Țalka (în georgiană წალკის კანიონი) face parte din defileul Khrami (cunoscut sub numele de Ktsia la izvorul său) lângă satul Dashbashi, la 3 km de micul oraș Țalka, în Municipalitatea Țalka, în regiunea Kvemo Kartli din sud-estul Georgiei, 1.110-1.448 metri deasupra nivelului mării. Distanța de la Canionul Țalka până la popularul Parc Național Algetis este de 42 km.

## Morfologie
Canionul Țalka a fost creat prin eroziune într-un platou vulcanic. Canionul are o lungime de aproximativ 7 km, măsurată de la începutul canionului la altitudinea de 1448 de metri deasupra nivelului mării (41°36.235′N 44°06.685′E) până la sfârșit, la altitudinea de 1110 metri deasupra nivelului mării (41°33.458′N 44°07.262′E).

## Biodiversitate

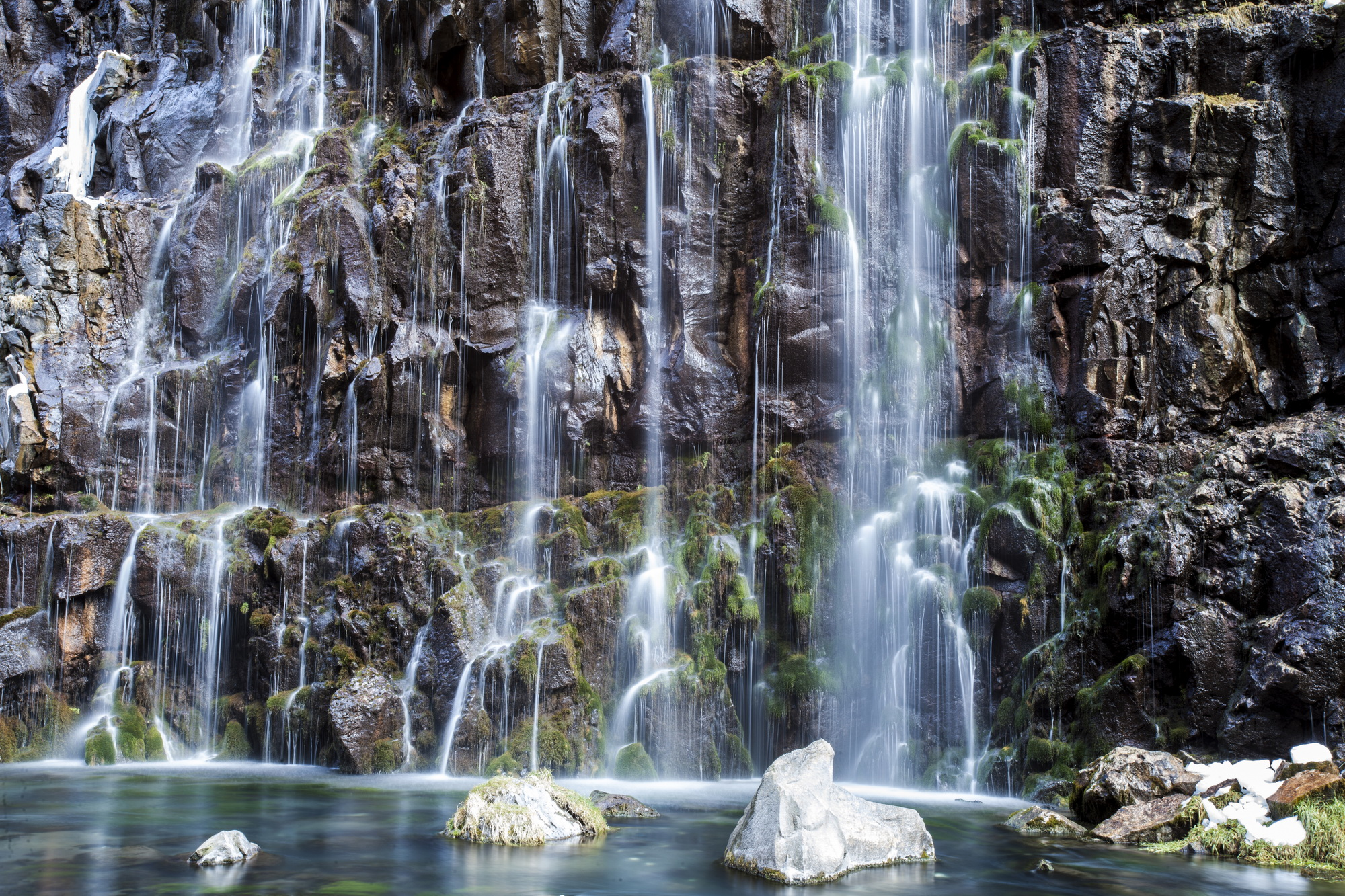
Cascada Dashbashi, situată la baza Canionului Dashbashi.

Vegetația de pe platoul vulcanic, unde s-a format canionul, este destul de rară, în contrast puternic cu micro-peisajul diferit din canion. Varietatea de plante de pe pantele abrupte ale canionului și de la cascade este susținută de microclimatul caracteristic.

## Atracții turistice
Canionul Țalka este cunoscut pentru cascadele sale uimitoare în cascadă, care oferă răcoare vara. Cascada Țalka capătă o culoare exotică de smarald și formează zeci de cascade înghețate iarna. În vecinătatea cascadei, iarna este, de asemenea, mai cald decât în apropiatul oraș Țalka și satul Dashbashi. Pe drumul spre canion prin Țalka se află ruinele fortăreței medievale Kldekari, centrul rezistenței principilor Kldekari împotriva regilor georgieni.
Podul de Diamant se întinde pe 240 m, suspendat la 280 m deasupra canionului. Podul este cea mai lungă și cea mai înaltă structură suspendată liber din lume.